# Direito à educação

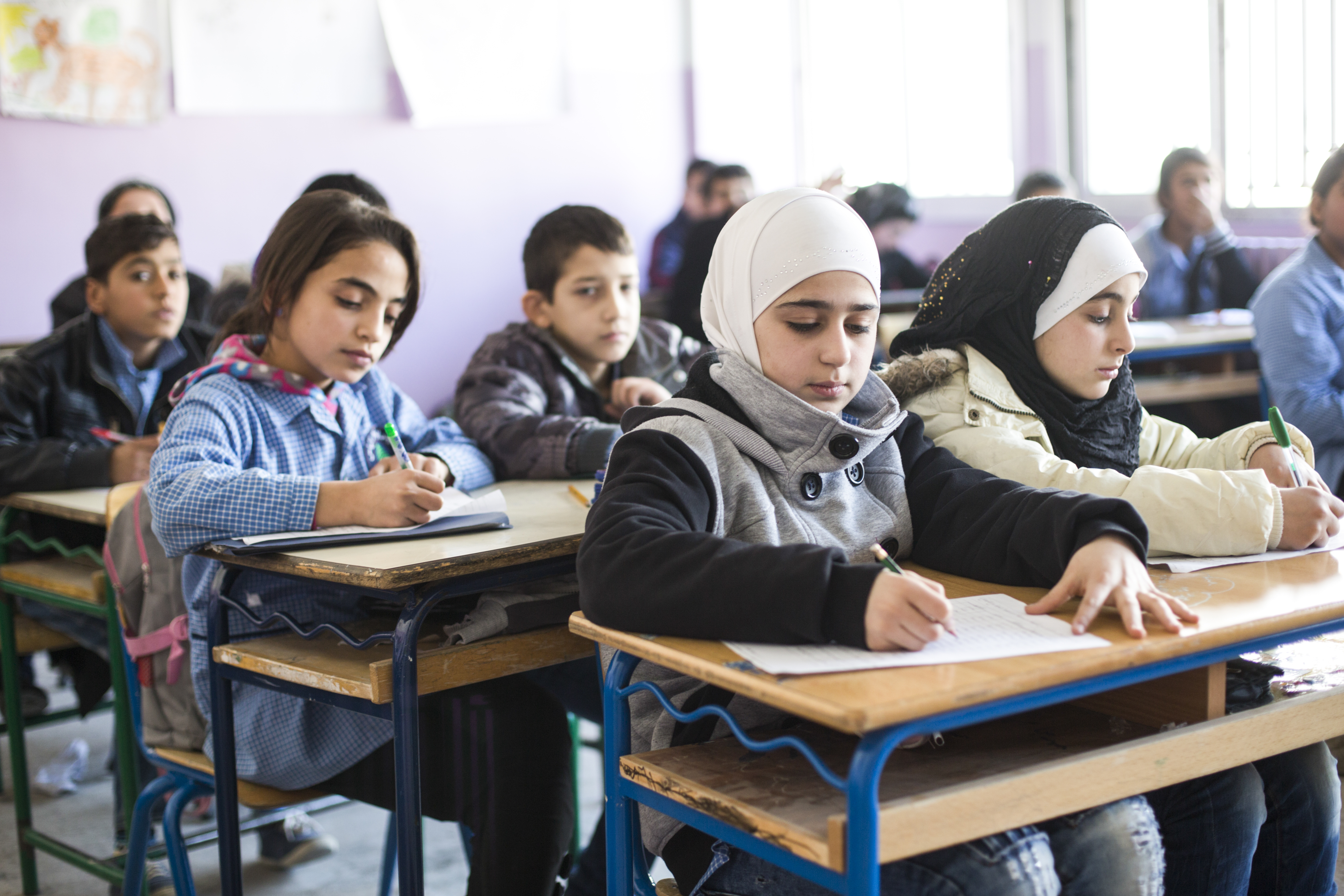
Crianças refugiadas frequentam escola, 2016.

O direito à educação é um direito humano reconhecido em uma série de convenções internacionais, como a Declaração Universal dos Direitos Humanos e o Pacto Internacional sobre Direitos Econômicos, Sociais e Culturais. Apesar do reconhecimento, no ano de 2019, cerca de 260 milhões de crianças não tiveram acesso à educação escolar em escala mundial.
O movimento em defesa do acesso universal à educação ganhou atenção global na segunda década do século XXI por meio do ativismo de Malala Yousafzai, jovem paquistanesa ganhadora do prêmio Nobel.
A pandemia de COVID-19 afetou mais de 90% dos estudantes do mundo e foi responsável pelo aumento da desigualdade no acesso à educação. As minorias sociais foram especialmente afetadas.

## Base jurídica internacional
O direito à educação está refletido no artigo 26 da Declaração Universal dos Direitos Humanos, que afirma:

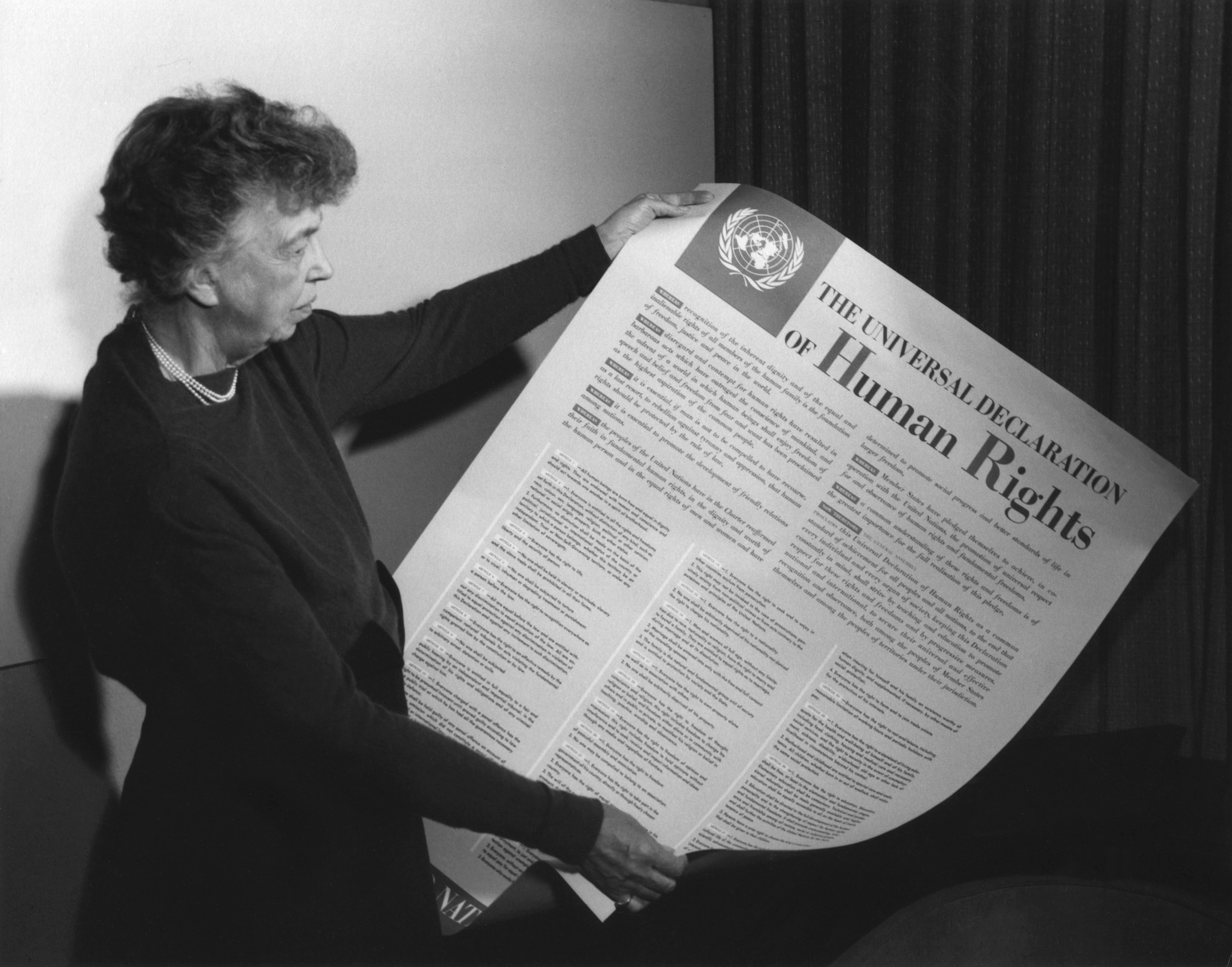
Eleanor Roosevelt segurando a Declaração Universal dos Direitos Humanos.

Convenção sobre os Direitos das Pessoas com Deficiência
Signatários
Estados que assinaram, mas não ratificaram
Estados que não assinaram

| “ | Toda a pessoa tem direito à educação. O ensino é gratuito, pelo menos nos graus elementares e fundamentais. O ensino básico é obrigatório. O ensino técnico e profissional é generalizado e o ensino superior é igualmente acessível a todos com base no mérito. A educação deve ser direcionada para o pleno desenvolvimento da personalidade humana e para o fortalecimento do respeito pelos direitos humanos e pelas liberdades fundamentais. Ela deve promover a compreensão, a tolerância e a amizade entre todas as nações, grupos raciais ou religiosos, e deve promover as atividades das Nações Unidas para a manutenção da paz. Os pais têm prioridade de direito na escolha da educação que será ministrada a seus filhos. | ” |
|   | — Declaração Universal dos Direitos Humanos., . |   |

### Tratados Mundiais
O direito à educação foi reafirmado na Convenção da UNESCO de 1960 contra a Discriminação na Educação, no Pacto Internacional sobre Direitos Econômicos, Sociais e Culturais de 1966, na Convenção de 1981 sobre a Eliminação de Todas as Formas de Discriminação contra mulheres, em 1989 na Convenção sobre os Direitos da criança, e em 2006 Convenção sobre os Direitos das Pessoas com Deficiência.
O Pacto Internacional sobre Direitos Econômicos, Sociais e Culturais de 1966 reconhece o direito à educação primária, obrigatória e gratuita para todos, bem como, a garantia da acessibilidade à educação secundária, progressivamente gratuita, e o desenvolvimento do acesso equitativo ao ensino superior, preferencialmente, gratuito. Em 2021, 171 países integravam o Pacto.
De acordo com os tratados internacionais, o direito à educação inclui a responsabilidade do fornecimento de educação básica, a obrigação de prevenção da discriminação em todos os níveis do sistema educacional e o estabelecimento de padrões mínimos de educação e de melhoria da qualidade da educação.

### Tratados regionais
Na África, tanto a Carta Africana dos Direitos Humanos e dos Povos de 1981, como a Carta Africana dos Direitos e Bem-Estar da Criança de 1990, reconhecem o direito à educação.
Na Europa, o Artigo 2 do primeiro Protocolo de 20 de março de 1952 à Convenção Europeia dos Direitos Humanos afirma que o direito à educação é reconhecido como um direito humano e é entendido como o estabelecimento de um direito à educação. Conforme o Pacto Internacional de Direitos Econômicos, Sociais e Culturais, o direito à educação inclui o direito ao ensino primário obrigatório gratuito para todos, a obrigação de desenvolver o ensino secundário acessível a todos, em particular pela introdução progressiva do ensino secundário gratuito, bem como a obrigação de desenvolver o acesso equitativo ao ensino superior em particular pela introdução progressiva do ensino superior gratuito. O direito à educação também inclui a responsabilidade de fornecer educação básica para indivíduos que não concluíram o ensino fundamental. Além dessas disposições de acesso à educação, o direito à educação inclui também a obrigação de eliminar a discriminação em todos os níveis do sistema educacional, de estabelecer padrões mínimos e de melhorar a qualidade. O Tribunal Europeu dos Direitos Humanos em Estrasburgo aplicou esta norma, por exemplo, no caso linguístico belga. O artigo 10.º da Carta Social Europeia garante o direito à educação profissional.
Segundo a constituição indiana sob a 86.ª Emenda da Lei de 2002, dá direito à educação gratuita e obrigatória até 6–14 anos.
Na América, o direito à educação foi, primeiramente reconhecido na Declaração Americana dos Direitos e Deveres do Homem de 1948. Apenas brevemente citado na Convenção Americana sobre Direitos Humanos, o direito à educação foi, posteriormente, detalhado pelo Protocolo de San Salvador, em 1988. Tal protocolo representou uma tentativa de elevar o nível do sistema interamericano de direitos humanos para melhor proteger os direitos ao trabalho, à saúde, à alimentação e à educação.

## Abrangência e divisões

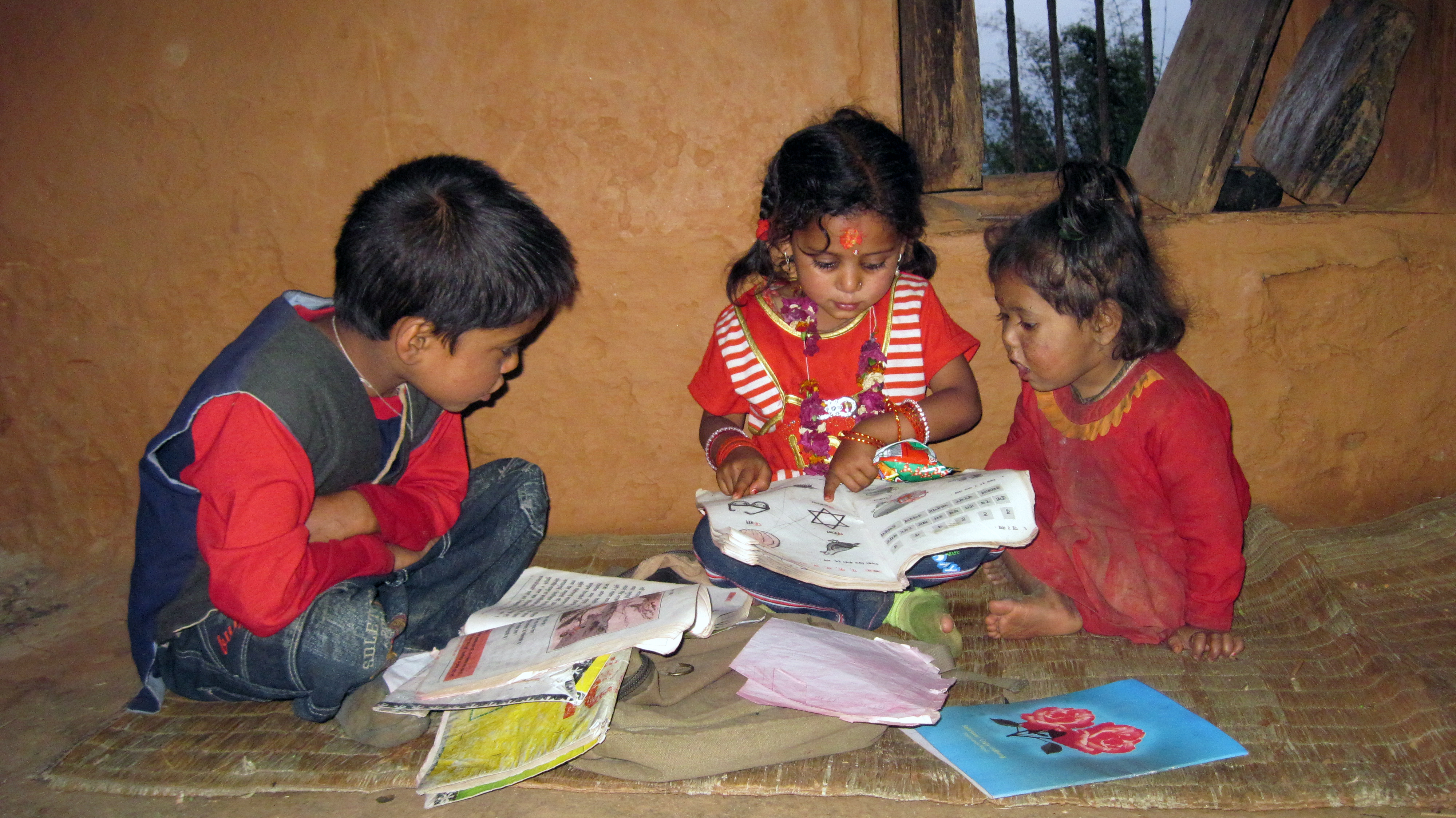
Crianças nepalesas lendo

O direito internacional não protege o direito à educação pré-primária e, geralmente, omite referências à educação neste nível. A Declaração Universal dos Direitos Humanos (DUDH) afirma que todos têm direito à educação, portanto, o direito se aplica a todos os indivíduos, embora as crianças sejam consideradas os principais beneficiários.
Os direitos à educação são, normalmente, separados em três níveis:

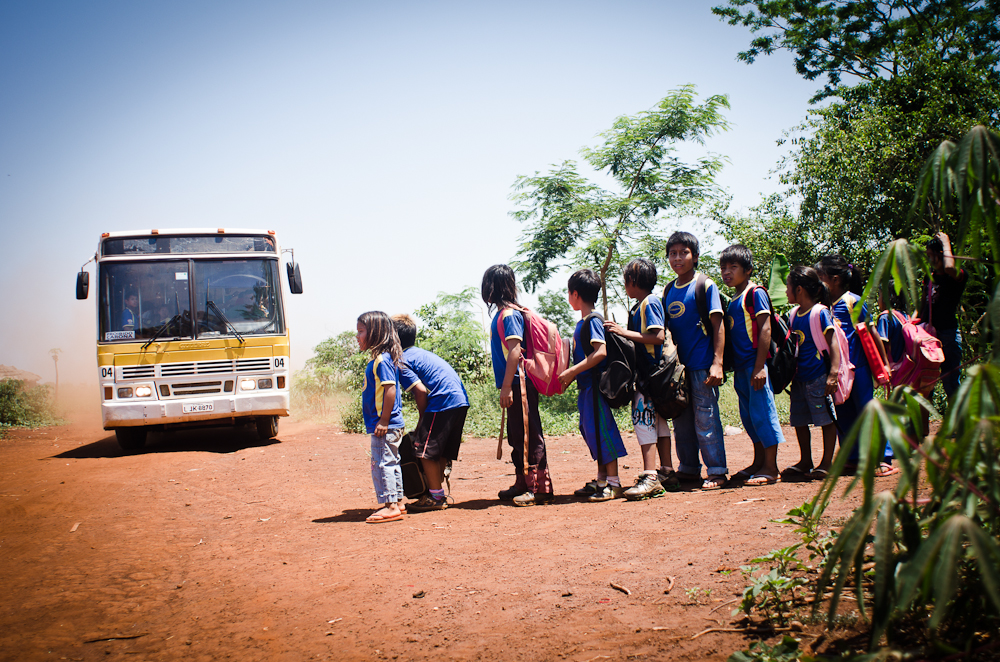
Crianças guarani-kaiowá esperam o ônibus escolar (Dourados, Mato Grosso do Sul, Brasil), 2012.

- Crianças guarani-kaiowá esperam o ônibus escolar (Dourados, Mato Grosso do Sul, Brasil), 2012.Educação primária (elementar ou fundamental). Isso será obrigatório e gratuito para qualquer criança, independentemente de sua nacionalidade, sexo, local de nascimento ou qualquer outra discriminação. Após a ratificação do Pacto Internacional sobre Direitos Econômicos, Sociais e Culturais Estados devem passar a fornecer educação primária gratuita dentro do prazo dois anos.[10]
- A educação secundária (ou elementar, técnica e profissional na DUDH)[18] deve estar geralmente disponível e acessível.
- No nível universitário, a educação deve ser ministrada de acordo com a capacidade. Ou seja, quem atende aos padrões de formação necessários deve poder ingressar na universidade.

Tanto o ensino secundário como o superior devem ser acessíveis "por todos os meios adequados e, em particular, pela introdução progressiva do ensino gratuito".

### Educação compulsória
A realização do direito à educação em nível nacional pode ser alcançada por meio da educação obrigatória ou, mais especificamente, da educação primária obrigatória gratuita, conforme declarado tanto na Declaração Universal dos Direitos Humanos quanto no Pacto Internacional sobre Direitos Econômicos, Sociais e Culturais. 

## O direito humano à educação
De acordo com instrumentos internacionais de direitos humanos, direito à educação refere-se, tanto à educação em sentido estrito, consistindo em instruções institucionais formais, quanto em um sentido mais amplo. Dentro dessa segunda lógica, a educação pode descrever "todas as atividades pelas quais um grupo humano transmite aos seus descendentes um corpo de conhecimentos e habilidades e um código moral que permite ao grupo subsistir". Nesse sentido, a educação se refere à transmissão para a proxima geração daquelas habilidades necessárias para realizar as tarefas da vida cotidiana e, posteriormente, dos valores sociais, culturais, espirituais e filosóficos de uma comunidade em particular. Este significado mais amplo de educação foi reconhecido no Artigo primeiro da Recomendação da UNESCO de 1974 sobre Educação para a Compreensão Internacional, Cooperação e Paz e Educação em Direitos Humanos e Liberdades Fundamentais .

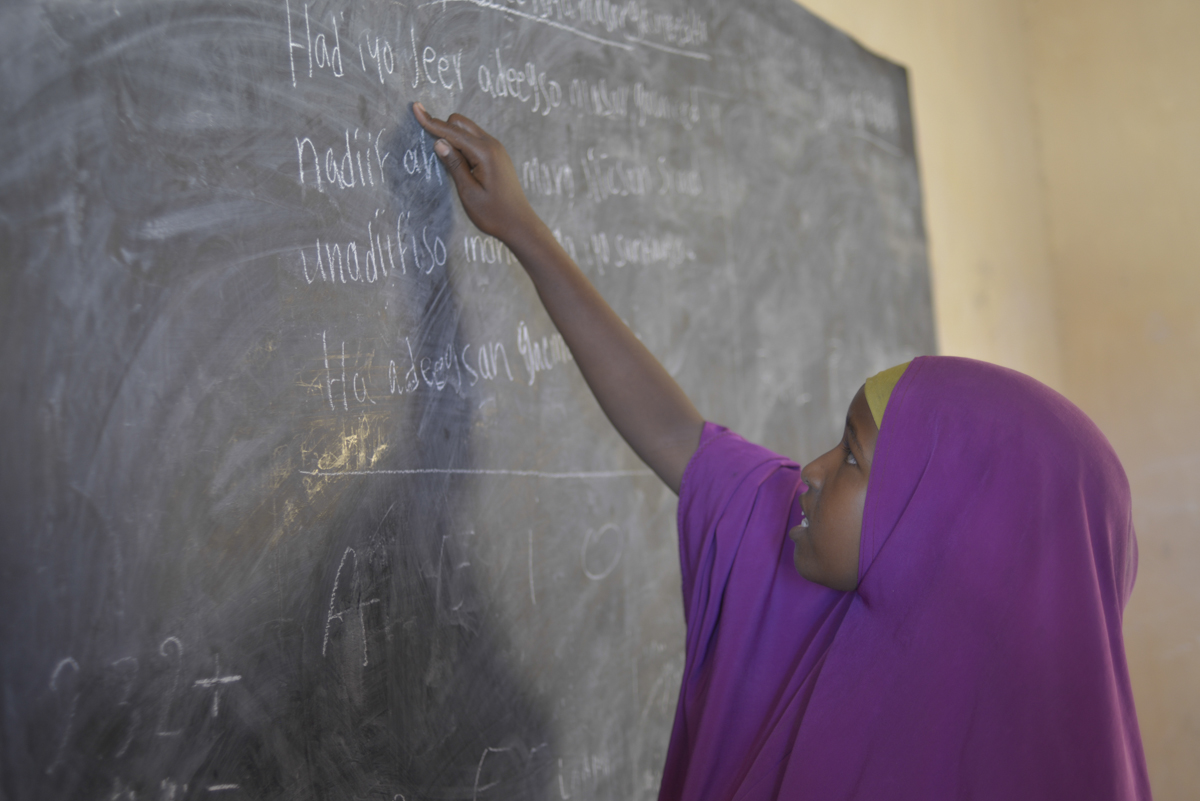
Uma estudante lê o quadro - Mogadíscio, Somália, 2014.

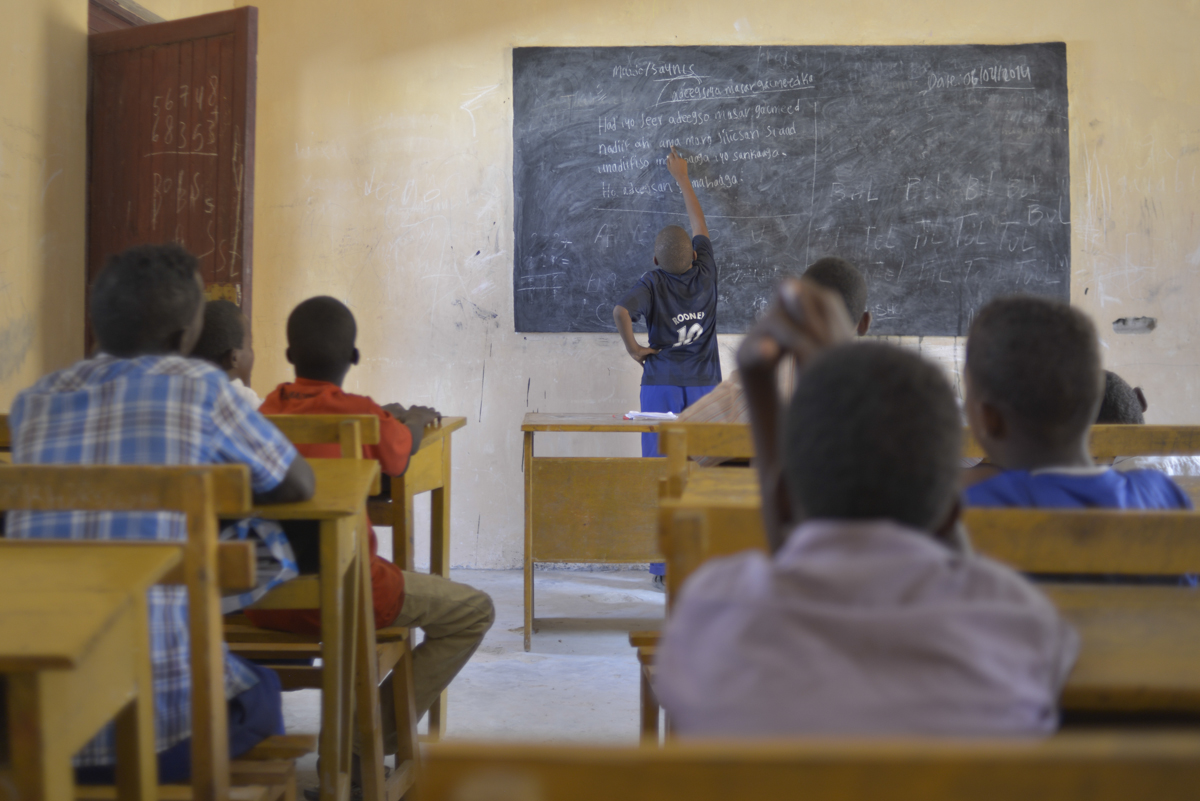
Um estudante ensina aos colegas - Mogadíscio, Somália, 2014.

### Objetivos individuais
A educação em todas as suas formas (informal, não-formal e formal) é crucial para garantir a dignidade humana de todos os indivíduos. Os objetivos da educação, conforme estabelecido no Direito Internacional dos Direitos Humanos (DIDH), são, portanto, todos direcionados à realização dos direitos e da dignidade do indivíduo. Isso inclui, entre outros, garantir a dignidade humana e o desenvolvimento pleno e holístico da personalidade humana; promover o desenvolvimento físico e cognitivo; permitindo a aquisição de conhecimentos, habilidades e talentos; contribuir para a realização de todo o potencial do indivíduo; aumentar a auto-estima e aumentar a confiança; encorajar o respeito pelos direitos humanos; moldar o senso de identidade e afiliação de uma pessoa com outras; permitir a socialização e interação significativa entre pessoas; capacitar um indivíduo a moldar o mundo ao seu redor, permitir sua participação na vida da comunidade; contribuir para uma vida plena e satisfatória em sociedade; e capacitar e permitir o maior gozo de outros direitos humanos.

### Objetivos coletivos
Não apenas em nível individual, a educação é, também, transformadora para as sociedades humanas no geral, como um dos mecanismos mais importantes para transmissão cultural através dos tempos. Em particular, povos indígenas e minorias mantém vivas suas tradições ancestrais através da educação, transmitindo língua, cultura, identidade, valores e costumes. A educação é também uma das principais formas pelas quais os Estados nacionais podem garantir seus interesses econômicos, sociais, políticos e culturais.
Em suma, os principais objetivos da educação, de acordo com a legislação internacional dos direitos humanos, são:
- Permitir a transmissão de cultura, valores, identidade, línguas e costumes de uma geração para a outra;
- Promover o crescimento econômico sustentável;
- Fomentar sociedades democráticas e pacíficas;
- Estimular a participação e inclusão nos processos de tomada de decisão;
- Incentive uma vida cultural rica;
- Ajude a construir uma identidade nacional, étnica ou regional.
- Promover objetivos de justiça social;
- Supere desafios persistentes e arraigados;
- Incentivar o desenvolvimento sustentável, incluindo o respeito ao meio ambiente.

## Desigualdade Social
No ano de 2019, cerca de 260 milhões de crianças não tiveram acesso à educação básica escolar em escala mundial. A desigualdade social é um grande obstáculo ao acesso universal ao direito da educação.

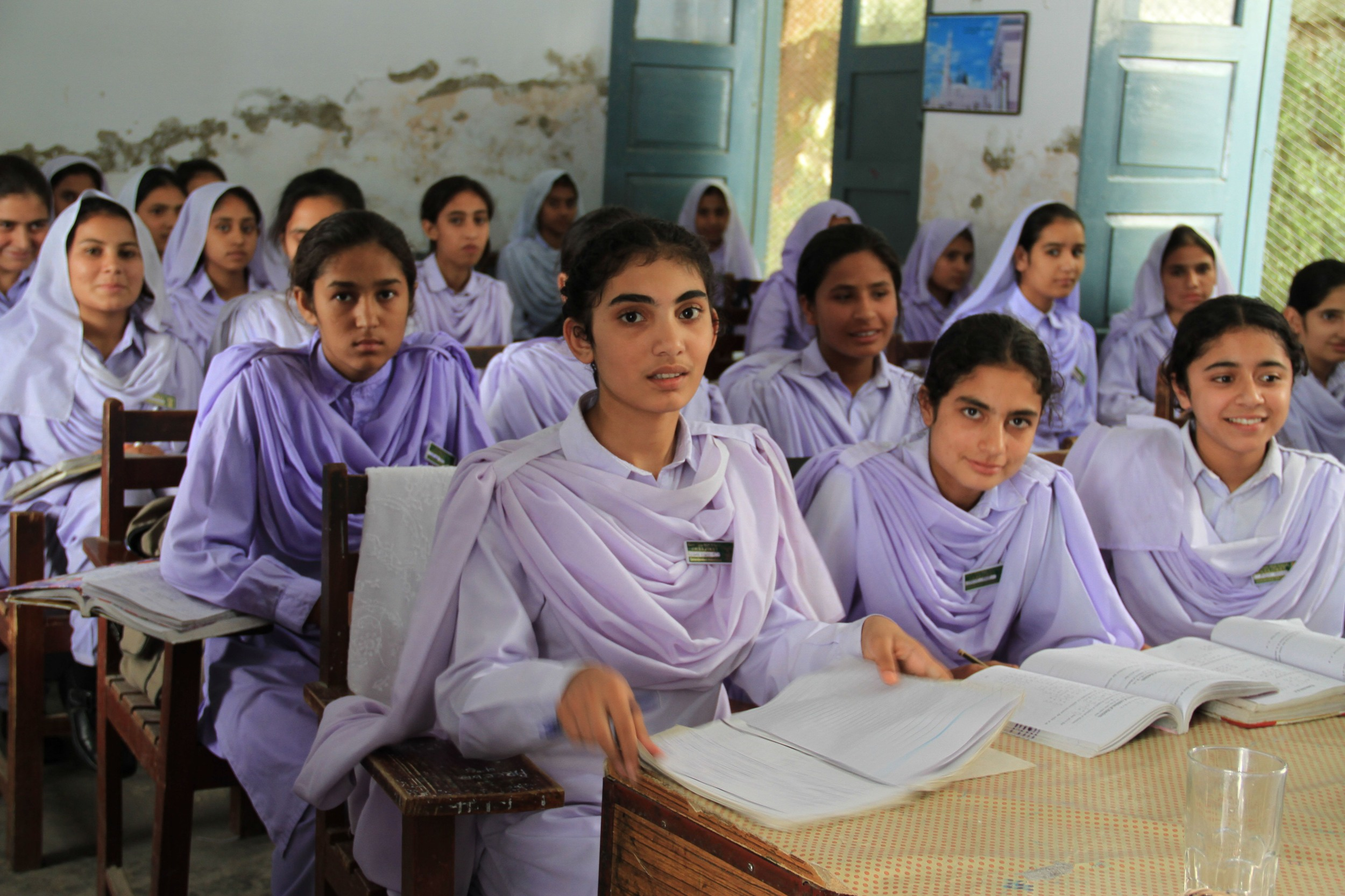
Escola feminina em Khyber Pakhtunkhwa, Paquistão em 2015.

### Educação feminina
Pautada em raízes históricas, a desigualdade de gênero é um obstáculo ao acesso universal à educação ainda no século XXI. Atitudes conservadoras frente ao papel de gênero feminino também se convertem como obstáculos ao pleno exercício de mulheres e meninas ao direito à educação.

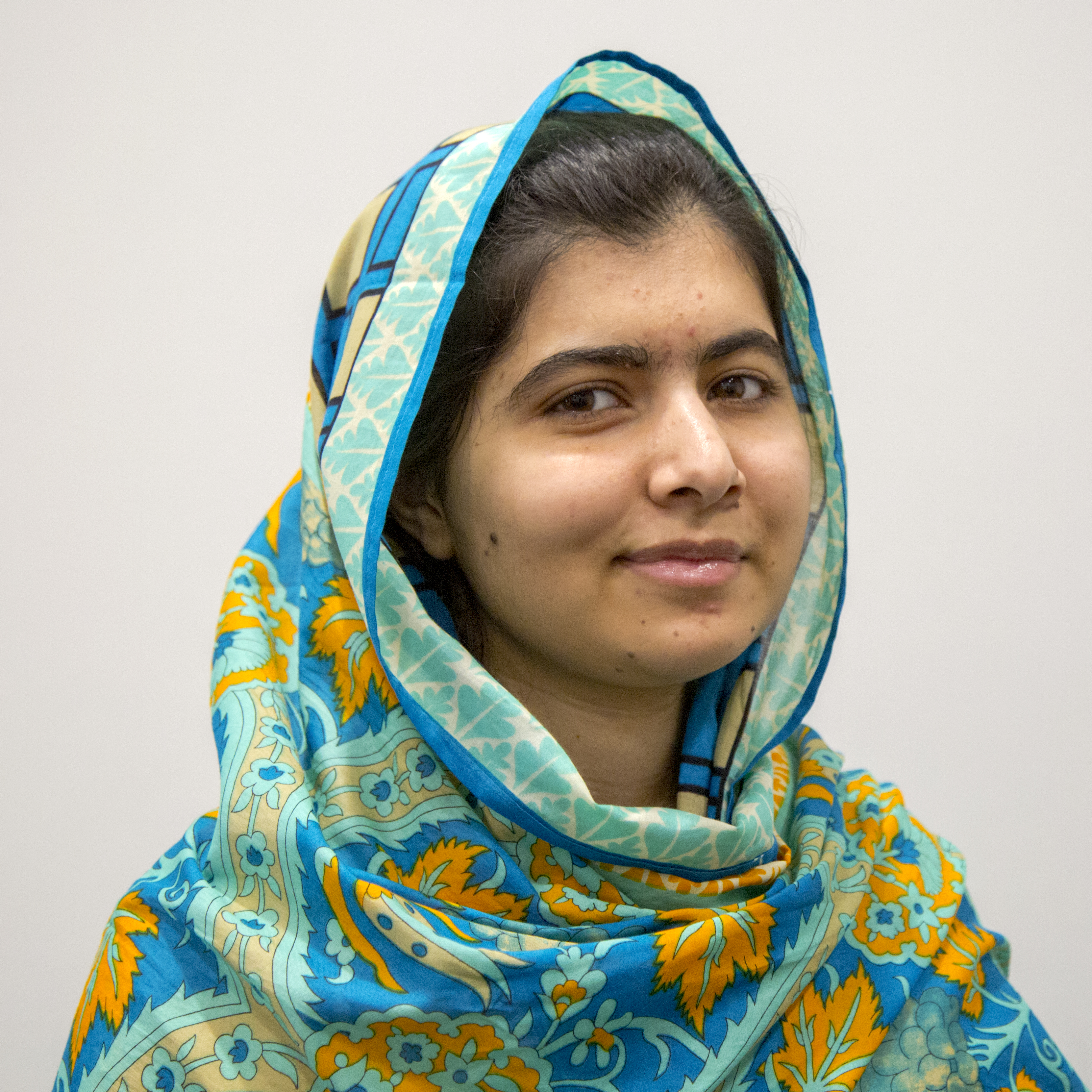
Malala Yousafzai, ativista pelo acesso universal à educação.

Estima-se que das 750 milhões de pessoas adultas analfabetas no mundo, dois terços são mulheres. As causas para isso são encontradas na desigualdade de gênero, violência misógina, bem como, casamento e gravidez, muitas vezes associados à pobreza e isolamento geográfico.
Na segunda década deste século, a defesa do direito ao acesso feminino à educação se tornou um movimento global por meio do ativismo de Malala Yousafzai, paquistanesa laureada com prêmio Nobel no ano de 2013.  

### COVID-19
A pandemia de COVID-19 afetou mais de 90% dos estudantes do mundo e foi responsável pelo aumento da desigualdade social no  acesso à educação. A recessão global imediata à pandemia projeta consequências drásticas no financiamento da educação, provocando efeitos duradouros ao direito igualitário à educação.  Nos diversos cenários mundiais, durante a pandemia de COVID-19, os marcadores de gênero, classe e etnia se apresentaram como fatores de vulnerabilização do acesso aos direitos básicos, como a educação e saúde. Políticas públicas intensivas se fazem necessárias para reverter a situação.

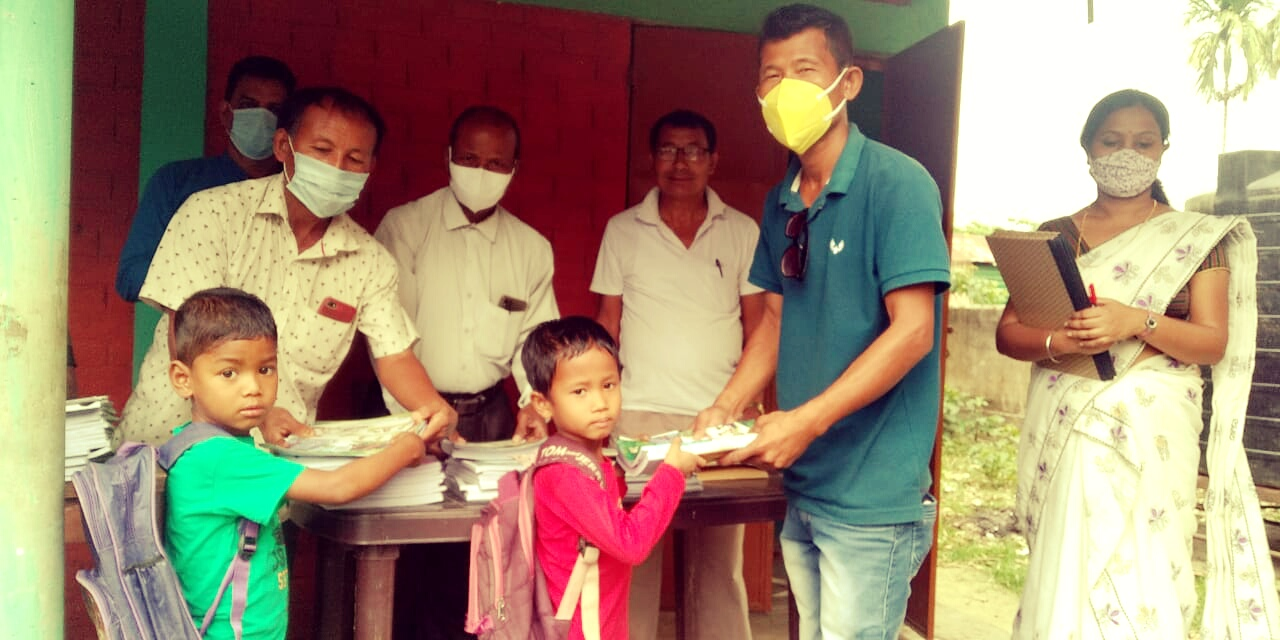
Distribuição de livros aos estudantes em Assão (Índia) durante a pandemia de COVID-19

A educação à distância, apesar de ter como seu objetivo histórico a democratização do acesso, dependendo da sua qualidade, pode tornar-se um entrave para a garatia deste direito. Estudantes com menor acesso ao capital cultural, apoio familiar e condições materiais (incluindo o acesso a equipamentos eletrônicos e internet de qualidade) tiveram o acesso à educação prejudicado mediante esta modalidade de ensino. 
Na modalidade presencial, o retorno às escolas durante a pandemia de COVID-19 gerou um conflito entre o direito à saúde e o direito à educação. Ao retornar ao ambiente escolar antes do controle total da pandemia, a população escolar foi exposta ao vírus SARS-COV-2. Outro aspecto encadeado pela pandemia e que também se relaciona com o direito à saúde, é o prejuízo à saúde mental dos estudantes.  